# لوئیجی منجیونی
لوئیجی نیکولاس منجیونی (به انگلیسی: ) (زاده ۶ می ۱۹۹۸) مردی آمریکایی است که برای قتل برایان تامپسون شناخته شده است. منجیونی در ۹ دسامبر ۲۰۲۴ در آلتونا، پنسیلوانیا دستگیر و محاکمه شد. پس از چشم‌پوشی از استرداد در پنسیلوانیا، او در ۱۹ دسامبر در دادگاه فدرال در شهر نیویورک حاضر شد. منجیونی به یازده اتهام ایالتی متهم شده و با چهار اتهام فدرال روبرو است. اینها شامل قتل درجه یک، قتل برای ترویج تروریسم، داشتن سلاح مجرمانه، و تعقیب. قتل فدرال با اتهام سلاح گرم او را واجد مجازات اعدام می‌کند.
از زمان دستگیری، منجیونی مورد حمایت قرار گرفته و از سوی بسیاری از افراد در فضای مجازی به عنوان یک قهرمان مردمی دیده می‌شود. به علت رد درخواست‌های ناعادلانه شرکت‌های بیمه صنعت سلامت در آمریکا و نحوه مدیریتی آنان، منجیونی طرفداران بسیاری پیدا کرده است. این مورد درخواست‌ها برای اصلاح صنعت بیمه سلامت را افزایش داده است. بر اساس دو نظرسنجی که از بزرگسالان آمریکایی انجام شد، تقریباً از هر چهار پاسخ‌دهنده، یک نفر با منجیونی ابراز همدردی کرده و پاسخ‌دهندگان جوان‌تر و لیبرال‌ها بیشتر دیدگاه مطلوبی نسبت به او داشتند.